# Cymyran Strait

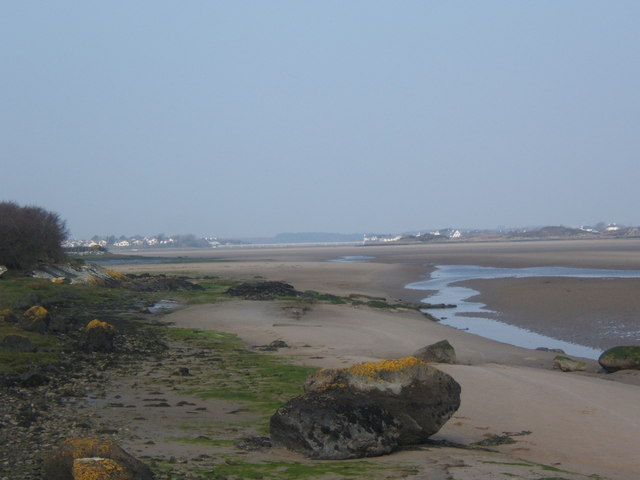
Cymyran Strait

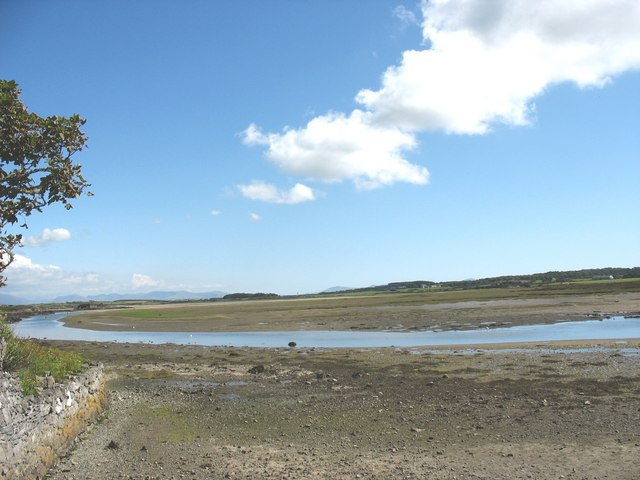
Cymyran Strait, kijkend in zuidelijke richting vanaf de Four Mile Bridge

De Cymyran Strait is een smalle zone van slikken, schorren en ondiep water die de eilanden Holy Island en Anglesey, behorende tot Wales, scheidt. Deze zone, die onofficieel ook wel The Inland Sea wordt genoemd, vormt in zijn geheel een natuurreservaat.
De Cymyran Strait wordt overspannen door de Four Mile Bridge en door Stanley Embankment.